# Juventud Pinulteca Fútbol Club
El Juventud Pinulteca FC o simplemente Juventud Pinulteca, es un equipo de fútbol de Guatemala originario del municipio de San José Pinula y juega en la Primera División de Guatemala. Fue fundado en el 2011 y disputa sus partidos como local en el Estadio San Miguel. Entre sus logros está el campeonato de la Segunda División de Guatemala, el ascenso a la Primera División en el año 2021 y el campeonato del Torneo Apertura 2023 de la misma.

## Historia

### Inicios
Tras la desaparición del San José Pinula F.C. en 2011, el municipio de San José Pinula se quedó sin fútbol, luego de haber vivido hazañas como el campeonato de la Tercera División y haber disputado las semifinales del Torneo Clausura 2011 de la Segunda División. La franquicia fue vendida, trasladada de sede y posteriormente desapareció.
Sin embargo, ese mismo año surgió la idea de un nuevo proyecto futbolístico en San José Pinula, un grupo de empresarios y directivos pinultecos empezaron los movimientos para devolver el fútbol al pueblo josefino, fueron José Luis Del Cid y Nicomedes Ambrocio quienes dieron forma al proyecto. En conversaciones que Ambrocio sostuvo con su amigo Armando Trujillo, quien residía en Boca del Monte y era presidente del Boca del Monte F.C, este expuso la necesidad de mover al equipo de sede, debido a la dura crisis económica que atravesaba.
Posteriormente se contactaron con Luis del Cid, y Trujillo acordó ceder la ficha a San José Pinula a cambio de saldar la deuda económica que mantenía el equipo. Fue así que el 2 de diciembre de 2011 nacía Juventud Pinulteca F.C. y retornaba el fútbol a San José Pinula, con un nuevo proyecto con el apoyo de autoridades y directivos pinultecos.
Inicialmente el equipo tomó el nombre de Boca-Juventud Pinulteca, aunque por temas administrativos estaba registrado como Boca del Monte F.C. y su sede sería el Estadio San Miguel. El equipo fue presentado el 14 de enero de 2012 en un juego amistoso disputado ante Palencia F.C. de la Tercera División. El cuadro debutó formalmente en el Torneo Clausura 2012 de la Segunda División visitando a su similar de Villa Canales, derrotándolo 7-1.
El debut como local se produjo el 29 de enero en el Estadio San Miguel recibiendo al vigente campeón, Santo Tomás Milpas altas, a quien los pinultecos derrotan 2-0. Concluido este torneo se alcanzaban los objetivos principales, conseguir la permanencia y solventar el déficit financiero.
Para la siguiente campaña se anunció que el equipo pinulteco pasaría a estar a cargo de la Municipalidad de San José Pinula y pasa a llamarse como se le conoce hasta ahora, Juventud Pinulteca F.C. Tras ello el alcalde municipal, Miguel Ángel Solares se convirtió en representante legal del equipo, y en la dirigencia fueron nombrados José Luis del Cid como Presidente, y Armando Trujillo como Presidente adjunto.
En el Torneo Apertura 2012 fueron dirigidos por Walter Estrada, quien también dirigió el torneo anterior. El debut en dicha campaña se dio como local con una victoria por 3-1 sobre el Deportivo Siquinalá. En las jornadas siguientes los pinultecos atravesaron una racha negativa que dejó 4 derrotas y un empate, lo que motivó que Estrada fuera destituido de la dirección técnica y en su lugar fue nombrado Francisco Juárez, "El Pato". Juárez logró corregir el rumbo  del equipo y consiguió 5 victorias consecutivas y una derrota, cayendo únicamente ante Municipal, y obteniendo la clasificación a los octavos de finsl.
En la siguiente instancia se enfrentarían a los leones de Marquense B, el encuentro de ida fue favorable para los josefinos, imponiéndose 3-0 a los occidentales, llegando así con una cómoda ventaja al partido de vuelta. Pero la situación cambió radicalmente, ya que el segundo partido fue polémico, los leones anotaron 4 goles dándole vuelta al marcador, y para empeorar el panorama de Juventud Pinulteca, fueron expulsados 3 jugadores josefinos, incluido el portero, por lo cual el defensor Nelson Sique se puso los guantes y atajó el resto del encuentro. Aún con la desventaja numérica y el marcador en contra, los josefinos lograron descontar y poner el global 4-4, obligando así a jugar la prórroga, donde estuvieron nuevamente abajo en el marcador, pero lograrían igualar la serie una vez más. El partido terminó con global de 5-5, forzando la definición por penales.
Finalmente los marquenses se impusieron 5-4 en los penales, un disparo errado por Benjamín Oliva consumó la eliminación de los pinultecos y le daría la clasificación a los de San Marcos.
Para el Torneo Clausura 2013, Francisco Juárez continuó al mando del equipo, y buscaría repetir la buena actuación del torneo anterior donde logró rescatar al equipo y clasificarlo a la fase final. El campeonato comenzó de manera negativa con una derrota ante Siquinalá por 4-1, en la segunda jornada, los pinultecos lograron vencer 1-0 a Bárcenas, pero luego de esa victoria el equipo tendría un desempeño muy distante al del torneo pasado, se presentaron resultados desfavorables, consiguiendo en las siguientes 8 jornadas un saldo de 5 derrotas, destacando una muy abultada por 7-1 contra Tigres del Jumay, un 1-3 frente a Villa Canales como local y un 4-1 frente a Villa Nueva. También cosecharon dos empates frente al Deportivo Amatitlán y ante Sansare, ambos con marcador de 1-1.
Los josefinos se repusieron de la racha negativa y en la décima jornada vencieron 4-3 a Santa Lucía Cotzumalguapa, luego visitarían a Santiago de Los Caballeros, derrotándolos 0-4 en Antigua Guatemala. Cerrarían el torneo ganado nuevamente ante Municipal con un 3-1 como locales en el Estadio San Miguel, finalizando así, un torneo en el que demostraron un juego poco eficiente, consiguiendo apenas 4 victorias.
Tras la pésima campaña en el Clausura, para el Torneo Apertura 2013 se dieron cambios sustanciales en el equipo, incluyendo la administración. En miras de levantar el nivel del cuadro de Pinula, se formó una nueva junta directiva, y asumió como Presidente el Señor Juan Ispache, quien tendría como misión hacer una temporada exitosa y lograr un papel protagónico. La directiva se dio a la tarea de reformar el equipo, y para ello se nombró como entrenador a Mario Acevedo, quien supliría al "Pato" Júarez; destacó también el regreso del referente y leyenda de Juventud Pinulteca, Julio César el "Chiri" Solano.
Para este torneo, Juventud Pinulteca no jugó como local en su casa, el Estadio San Miguel, ya que se encontraba en obras de remodelación e instalación de gramilla sintética, para dejar atrás el campo de juego de tierra que por muchos años utilizaron los equipos de San José Pinula F.C y el mismo Juventud Pinulteca, el cual generaba malestar en los equipos que visitaban el coloso de la Colonia Santa Sofía, alegando que dificultaba la práctica del fútbol. Por esta situación, los pinultecos tuvieron que buscar otro escenario, y por ello se trasladaron a las canchas del Centro Deportivo Ernesto Villa Alfonso, propiedad del CSD Municipal y que se encontraba a pocos kilómetros sobre la carretera que conduce a San José Pinula.
Los josefinos debutaron como local ante Guatemala F.C, partido que terminó con un empate 1-1, en la siguiente fecha visitarían a Comunicaciones B, donde caerían 4-0 ante los cremas; luego empatarían a 3 goles ante Municipal B, después perderían 3-2 en su visita a Sansare, en el siguiente encuentro derrotaron a Nueva Santa Rosa 2-1, y volverían a perder por la mínima en su visita a Sanarate y cerrarían la primera vuelta ganándole 4-1 a Tipografía Nacional, terminando la mitad del torneo con números negativos, obteniendo 2 victorias, 3 derrotas y 2 empates. En la parte complementaria del campeonato levantaron cabeza con su segunda victoria consecutiva, derrotando 1-3 a Guatemala F.C, pero la racha duró poco, pues volverían a perder ante los cremas, pero esta vez por una goleada de 1-6 de local, siendo este su peor resultado del torneo.
No obstante al rendimiento irregular de la escuadra pinulteca, el equipo logró victorias fundamentales en las jornadas siguientes, en la décima jornada empataron a un gol contra Municipal, para posteriormente conseguir dos victorias al hilo, ganando 1-0 a Sansare y 0-3 a Nueva Santa Rosa, perderían nuevamente frente a Sanarate 2-1 y cerrarían la clasificación goleando de visita a Tipografía Nacional por 1-7.
Sorprendentemente, los josefinos lograron clasificarse a los octavos de final del Torneo Apertura, donde se cruzarían ante el Deportivo Jocotán, en una llave jugada a un solo partido en cancha neutral, juego que se realizó en Teculután, donde Juventud Pinulteca volvió a ser eliminado en octavos tras caer 2-0 ante los chiquimultecos,  poniendo fin a ese torneo.
En el torneo Clausura 2014 el equipo de Pinula fue dirigido nuevamente por Eduardo Acevedo, y buscaría superar su desempeño en el anterior torneo. El Clausura dio inicio goleando 7-1 a Tipografía Nacional en el Estadio San Miguel y en la segunda jornada venció a domicilio a Guatemala F.C. a domicilio. en la tercera fecha cayeron en su visita a Sansare por 5-2 y en las siguientes dos jornadas fueron derrotados por los filiales de Municipal y Comunicaciones, ambos partidos por 2-0, encajando 3 derrotas seguidas. Superarían el mal momento al imponerse 1-0 a Sanarate, 4-1 a Nueva Santa Rosa de visita, y cobraron venganza al ganarle 3-2 a Sansare. Volverían a caer ante Comunicaciones 4-0 y cerrarían la etapa de clasificación derrotando a Nueva Santa Rosa por 6-3. El saldo obtenido fue de 7 victorias y 4 derrotas.
Los pinultecos se clasificaron para los octavos de finsl por segunda ocasión consecutiva, y esta instancia se enfrentó al equipo de Panzós, en un encuentro desarrollado en sede neutral, en Teculután, donde el cuadro josefino venció 1-0 a los de Alta Verapaz, logrando clasificarse por primera vez a los cuartos de final, tras haberse quedado a la orilla en los torneos anteriores. Se enfrentarían nuevamente a Jocotán, al igual que en el torneo pasado. Los josefinos buscarían revancha por la eliminación en el Apertura 2013 y pelearían por acceder a las semifinales. Al igual que en el último enfrentamiento entre ambos equipos, se jugó un partido único en cancha neutral, nuevamente en Teculután, donde en un reñido encuentro que finalizó con empate 1-1 en el tiempo reglamentario, en la prórroga Jocotán se impuso 3-1. Este partido terminó de manera muy polémica, ya que Jocotán dio vuelta al marcador muy rápido, con decisiones arbitrales que perjudicaron a los josefinos. Producto del polémico arbitraje, los pinultecos os se retiraron del campo antes de concluir el primer tiempo extra; agraviados por el arbitraje favorable a Jocotán. Por segunda vez consecutiva, Juventud Pinulteca quedaba eliminado ante el mismo rival y en el mismo escenario.
Tras la nueva eliminación, tocaba dar vuelta a la página y encarar el final de la temporada en el Apertura 2014, e intentar revertir la seguidilla de torneos intranscendentes, con un plantel sin muchos movimientos y la misma dirección técnica. Los de Pinula saltaron al ruedo perdiendo ante Capitalinos 2-1 y perderían nuevamente ante Municipal 4-3 y contra San Antonio La Paz 4-2, no sería hasta la tercera jornada que obtendrían sus primeros 3 puntos al vencer a Amatitlán 1-0, posteriormente conseguirían 2 empates, ante San Juan Sacatepéquez y Guatemala FC, ambos por 2-2; después le ganarían 3-2 a Bárcenas y 4-2 a Capitalinos, luego de estas victorias, Pinula atravesaría la etapa más dura del torneo, perdiendo 3-1 contra Municipal, empatando 1-1 con San Antonio La Paz y con una serie de derrotas, 3-2 contra Amatitlán, 1-0 ante San Juan Sacatepéquez, y cerrando con dos goleadas contra Guatemala FC y Bárcenas, las dos por 5-0.
Los pinultecos culminaron un torneo desastroso, el peor en los últimos años, obteniendo apenas 3 victorias, 8 derrotas y 2 empates, el pésimo desempeño hizo que terminaran en la séptima posición, última de su grupo, llegando incluso a rozar los puestos de descensos, y finalizando así un torneo para el olvido.
El equipo atravesaba los momentos más difíciles de toda su historia, estaba en medio de una crisis deportiva sin precedentes y los resultados eran adversos. El objetivo para el Clausura 2015 era salvar la categoría, puesto que si la situación no mejoraba, descenderían a la Tercera División. El desafía era difícil, el encargado de dirigir al equipo sería nuevamente Eduardo Acevedo, que tenía como misión revertir los malos torneos pasados.

### Crisis
La situación no mejoró mucho, debutaron perdiendo 1-2 contra Municipal, y en la jornada 2 cayeron 4-3 ante San Antonio La Paz, extendieron las derrotas siendo derrotados 1-3 por Capitalinos en la tercera fecha. Sumaron su primer punto al empatar 1-1 con Guatemala FC y sacarían otro punto empatando 3-3 ante San Juan Sacatepéquez, pero luego volvió el mal momento y perdieron 3-0 contra Bárcenas en la séptima jornada, para luego caer 4-0 ante Amatitlán y 3-1 contra Municipal. En medio de la crisis y en una situación caótica, se destituyó a Eduardo Acevedo, y en su lugar se nombró a Floyd Gutrye como director técnico  para que salvara al equipo del descenso.
La primera victoria del certamen llegaría al golear 5-1 a San Antonio La Paz . La alegría sería efímera, pues en la siguiente jornada cayeron 2-1 ante Capitalinos, después ganaron su segundo juego al derrotar 2-0 a Guatemala FC, y caerían nuevamente contra San Juan Sacatepéquez 4-3. Con la permanencia en peligro y en una situación complicada, cerrarían el Clausura con 2 victorias, ganando 3-2 a Bárcenas y derrotando 5-2 a Amatitlán.
El certamen concluyó y la situación era desastrosa, la escuadra pinulteca terminó en la posición 37 de la tabla acumulada, y prácticamente estaban descendidos, sumando 4 victorias, 8 derrotas y 2 empates. En medio del caos, apareció una última esperanza, los josefinos apelaron a la liga la inscripción indebida de un jugador del equipo de Santa Cruz Coca-Cola, y se resolvió a favor de Juventud Pinulteca, y le descontaron 6 puntos a Santa Cruz y era enviado a la Tercera División, con lo cual los pinultecos salvaban la categoría y  permanecerían un año más en la Segunda División.

#### Breve mejoría
Tras la desastrosa actuación del equipo, y la difícil situación que se vivía, la directiva tomó cartas en el asunto y se tomaron decisiones en miras de mejorar el panorama del equipo, conscientes de que luego de varios torneos intranscendentes se necesitaba un cambio, sobre todo porque el equipo ocupaba posiciones incómodas. Nuevamente se efectuaron cambios en la dirección técnica, y se contrató al destacado exfutbolista guatemalteco, Julio Girón, leyenda de los "Rojos" del Municipal y que formó parte del mítico equipo que obtuvo el famoso "Pentacampeonato" para los escarlatas. La directiva confió en Girón para emprender un proyecto que sacara al equipo de la crisis, y junto a una renovada plantilla, con incorporaciones de jugadores que destacarían en el equipo como Javier Maldonado, y la experiencia de las figuras pinultecas, Rony García y Julio César Solano, los josefinos dieran una buena impresión en el Torneo Apertura 2015.
Los resultados fueron inmediatos, el torneo se inició empatando a cero ante Municipal, y desde entonces el equipo mostró un buen juego, ganado por goleada a Chimaltenango y a Guatemala FC con 4 goles a favor en ambos encuentros, para luego derrotar a domicilio a Amatitlán con 3 anotaciones y después empatar ante Capitalinos. Sumarían 2 victorias más al vencer a Achik’ y a San Juan Sacatepéquez, para posteriormente sufrir un descalabro con 3 derrotas consecutivas ante Municipal, Chimaltenango y Guatemala FC, respectivamente, los de Pinula superaron la mala racha y volvieron al triunfo tras ganarle 2-1 a Amatitlán, y tropezarían de nuevo perdiendo ante Capitalinos y Achik’, no obstante cerrarían el campeonato con una victoria por la mínima ante San Juan Sacatepéquez como visitantes.
El equipo mostró un mejor rendimiento, con un buen arranque de torneo y a pesar de los tropiezos e intermitencias en algunos encuentros, la situación empezaba a mejorar, con resultados regulares pero positivos, situación muy diferente a los malos torneos que acarreaba el equipo temporadas atrás, de la mano de Julio Girón se preveía volver a tener estabilidad en la Segunda División y ser un equipo competitivo, lo cual hace mucho no sucedía.

#### Nuevos tropiezos
Previo a iniciar el Clausura 2016, se dio la sorpresiva salida de Julio Girón de la dirección técnica, y durante ese torneo Juventud Pinulteca sería comandado por Julio "el loco" Leiva, la meta era mantener la regularidad del torneo pasado. El torneo inició en febrero, "Pinula" inició epatando a cero contra Municipal, luego perdieron tres partidos consecutivos, contra Chimaltenango, Amatitlán y Guatemala FC, todos por 3 goles o más. Los josefinos conocieron la victoria hasta la jornada cinco cuando derrotaron a Achik’ 2-0 y después a San Juan Sacatepéquez 3-0. La segunda vuelta del torneo sería igual a la primera, perdiendo nuevamente ante Municipal, Chimaltenango y Amatitlán, también por goleadas. Las últimas dos jornadas se cerraron con victorias, una "sobre la mesa" contra San Juan Sacatepéquez por insolvencia económica del equipo sanjuaneros; y en la última jornada por 3-1 contra Capitalinos. El Clausura terminó con números rojos para "Pinula", la dirección del "loco" Leiva, dejó que desear, volviendo a la inconsistencia de la que el equipo había salido meses atrás.
La nueva temporada estaba próxima, se ratificó la continuidad de Leiva al frente del equipo, y el desempeño debía ser mejor. El Apertura 2016 arrancó en agosto, con resultado adverso, perdiendo contra Capitalinos 4-0, y en la segunda jornada derrotaron a Sanjuaneros por la mínima. El inicio del torneo fue intermitente, ganaron los 3 puntos a Bárcenas por la desafiliación del equipo villanovano, sumaron otra victoria contra Fraijanes y una nueva derrota, contra Chimaltenango hizo a la directiva tomar cartas en el asunto respecto al mal funcionamiento del equipo josefino.
Ante los resultados negativos, se dio de baja a Julio Leiva, el objetivo era rescatar lo que restaba del campeonato, para ello se nombró como nuevo entrenador a Oscar el "conejo" Sánchez, leyenda futbolística de los cremas de Comunicaciones en los años 70. Con la experiencia del "conejo" se esperaba revertir la situación, "Pinula" volvió a ganar al golear a San Antonio La Paz, y luego igualaron ante los "Rojos". Desde ese punto, la situación no cambió mucho. Tres derrotas ante Capitalinos, Sanjuaneros y Fraijanes mermaron aún más a Juventud Pinulteca, sumando de nuevo sobre la mesa por la desafiliación de Bárcenas, otro empate ante Chimaltenango, una goleada contra San Antonio La Paz, y una igualdad más frente a  Municipal recrudecieron el mal momento de los pinultecos, que terminaron sextos en el grupo sin aspiraciones, sumando un torneo intranscendente más al historial.
Para afrontar el Torneo Clausura 2017, se dio el retorno de Julio Girón al banquillo de Juventud Pinulteca, esperando que las cosas mejoraran. La crisis del equipo era evidente, prueba de ello fue el desastroso arranque con 4 derrotas en las primeras 5 jornadas, destacando un contundente 6-0 ante Chimaltenango F.C, sumando únicamente 3 puntos por la ausencia de Bárcenas. Nada cambió en la segunda vuelta, consiguiendo apenas 2 empates ante Sanjuaneros y Fraijanes, y otras derrotas ante Municipal y Capitalinos hicieron que los pinultecos se acercaran de nuevo a los puestos de descenso. Apenas obtuvieron una victoria en el terreno de juego ante San Antonio La Paz, y otros 3 puntos de "escritorio" por la ausencia de Bárcenas. Afortunadamente, a pesar de lo que fue uno de los peores torneos de la historia del equipo de San José Pinula, Juventud Pinulteca salvó la categoría en el final del campeonato, terminando en la posición 35 de la tabla acumulada. La situación era pésima e inaceptable, por lo que tras finalizar el torneo, ante la exigencia de un grupo de aficionados se destituyó a la junta directiva del equipo y a su presidente, Juan Ispache.

### Recuperación
La temporada siguiente se dieron cambios substanciales en el equipo pinulteco, entre ellos el regreso a la presidencia del club de José Luis Del Cid, tras la solicitud de algunos aficionados, debido a su buena gestión años atrás. Con la nueva presidencia vino también una nueva junta directiva, otro viejo conocido retornó al conjunto de San José Pinula, Francisco "el pato" Juárez. Una vez iniciado el torneo, las cosas seguían igual que el último torneo;  el equipo josefino encajó 6 derrotas consecutivas. En medio del Apertura 2017 se destituyó a Francisco Juárez, y en su lugar llegó el argentino Gustavo Reinoso a dirigir al equipo. Los de "Pinula" ganaron por primera vez en el certamen al vencer a Palín 2-1, sumaron otros 3 puntos tras la retirada de Tipografía Nacional de la competencia, pero después la escuadra josefina volvió a sucumbir en dos partidos consecutivos. En la recta final únicamente consiguieron 3 puntos, producto de 3 empates seguidos. Este certamen fue una página en blanco más para Juventud Pinulteca.

#### Regularidad
De cara al Clausura 2018 se dio la continuidad de Sergio Reinoso, y se incorporaron nuevos jugadores, entre ellos el experimentado central costarricense, Saúl Phillips, con pasado en Municipal dicho torneo inició en enero, "Pinula" se hizo con 3 puntos en la primera fecha sin jugar, por el retiro de Tipografía Nacional, el primer juego lo sostuvieron al derrotar a domicilio a Amatitlán por 3-0, en las fechas siguientes se dieron resultados intermitentes, entre victorias y derrotas. La primera vuelta terminó con 4 ganancias y 3 derrotas, el equipo aún iba tomando forma. En la segunda vuela se acreditaron 3 puntos más por el retiro de Tip Nac, para luego empatar contra Amatitlán, y vencer a los cafetaleros de Fraijanes. En las jornadas siguientes consiguieron una victoria, un empate y una derrota, en la última fecha golearon a Municipal 4-1, y consiguieron la clasificación a octavos de final, tras varios torneos quedándose afuera. En la siguiente fase los josefinos se enfrentarían al Deportivo Ayutla. En el juego de ida vencieron al cuadro de las "iguanas" 2-1 en el Estadio San Miguel, en el partido de vuelta Ayutla dio la vuelta al vencer al equipo pinulteco 2-0, dejando la llave con marcador global de 3-2, así, Juventud Pinulteca quedaba eliminado una vez más.
La siguiente temporada estuvo a cargo de Sergio Reinoso nuevamente, ratificando su continuidad por tercer torneo consecutivo, logrando mantenerse en el banquillo de Pinulteca más que otros entrenadores. El Apertura 2018 inició mal para los josefinos con un descalabro en casa contra Capitalinos, luego sumarían una unidad frente a Palín. A partir de la tercera jornada Juventud Pinulteca demostró un gran nivel, iniciaron goleando 7-1 a Juventud Escuintleca, y obtendrían 5 victorias al hilo, la racha se cortaría tras un empate ante Capitalinos y uno más ante Palín. En la siguiente jornada se acreditaron 3 puntos por la desafiliación de Juventud Escuintleca, y sumaron 6 puntos más con dos victorias en las siguientes jornadas. Sumaron un punto al empatar ante Municipal, y cerrarían la clasificación perdiendo 2-0 ante Juventud Amatitlaneca en el San Miguel.
El buen desempeño en la fase de clasificación le valió a los pinultecos para clasificarse a octavos de final por segunda vez consecutiva, y quedarían emparejados en la llave casualmente con Juventud Amatitlaneca. Los josefinos buscarían revancha ante los "pepesqueros", en la ida igualaron a cero en el Guillermo Slowing, y en la vuelta se replicó el resultado de la última jornada, cayendo 0-2 en el San Miguel, quedando eliminados nuevamente sin poder superar la fase de los octavos de final, pero habiendo mostrado un mejor juego que en los malos torneos anteriores.
En el Torneo Clausura 2019, el elenco dirigido de nuevo por Reinoso, buscaría consolidar un juego más sólido y llegar más lejos que el Apertura pasado. Los josefinos arrancaron goleando 3-0 a Villa Nueva, y luego vencieron a Municipal, el primer tropiezo fue al ser goleados 4-1 por Palín. En las jornadas siguientes consiguieron 3 victorias consecutivas, después sufrirían  dos caídas y sacarían un punto frente a los Rojos, se repusieron al cobrar revancha ante Palín ganando 3-0. La fase de clasificación se culminó con 2 empates y 2 victorias, una por la desafiliación de Juventud Escuintleca y otra ante Juventud Amatitlaneca por la mínima. La fase regular terminó con saldo positivo para el cuadro de "Pinula", logrando meterse a los octavos de final por tercera vez consecutiva. En dicha fase se enfrentarían a Toluca Esquipulas, la ida en la tierra del Cristo Negro dejó un marcador favorable a los esquipulenses, imponiéndose 4-0, en la vuelta en San José Pinula, los josefinos disputaron un partido aguerrido, logrando imponerse 3-0, sin embargo, no les alcanzaría para emparejar la serie, quedando fuera de la competencia una vez más, a pesar de haber luchado.
Tras la eliminación anterior, los pinultecos se preparaban para el Apertura 2019. La nueva temporada estaba por arrancar, Gustavo Reinoso continuó al mando del equipo, y se hicieron algunas variantes en la plantilla. El campeonato arrancó bien para "Pinula", derrotando 2-0 a la Universidad de San Carlos 2-0 en el San Miguel, después cayeron ante Chiquimulilla, y luego se repusieron al golear a Fraijanes. La fase de clasificación transcurría intermitentemente, entre derrotas, empates y victorias. El equipo mantenía buenas posiciones en la tabla, dando pelea. En la séptima jornada demostraron su buen nivel, al derrotar al líder del grupo, Tellioz, por 1-0, arrebatándole el invicto al equipo tecnológico, en un encuentro emocionante, en el que el cuadro de Tellioz venía envalentonado, a lo que se sumó que algunos jugadores importantes para Juventud Pinulteca en torneos anteriores habían fichado con los "tecnológicos", entre ellos su capitán Saúl Phillips y Sergio Reinoso.
A mediados del Apertura, el equipo se quedó sin entrenador, tras la renuncia de Gustavo Reinoso para incorporarse al cuerpo técnico de Municipal en la Liga Mayor, en su lugar, para afrontar el resto del torneo, se trajo a un viejo conocido del fútbol pinulteco, el argentino Jorge Sumich, quien formó parte de la dirección técnica del desaparecido San José Pinula F.C
Las jornadas siguientes fueron positivas para los josefinos, obteniendo 4 victorias, una de ellas ante Municipal, 1 empate y 2 derrotas. La fase regular la terminaron siendo goleados por Tellioz por 6-0, sin embargo, el buen desempeño hizo que terminaran en una buena posición en la tabla, logrando clasificarse nuevamente a los octavos de final. En los octavos tendrían enfrente al CSD Ipala, el ánimo era positivo para poder clasificarse; en la ida en el Estadio San Miguel, Juventud Pinulteca derrotó 2-0 al equipo de Chiquimula, llevándose la ventaja para el encuentro de vuelta en el oriente guatemalteco. En dicho encuentro en el Estadio Atlántida de Ipala, los "frijoleros" dieron vuelta al marcador al imponerse 3-0, dejando el global 3-2. Este encuentro fue muy polémico y se vivió un ambiente hostil, entre errores arbitrales que favorecieron a los locales y faltas no marcadas a favor de Juventud Pinulteca, incluso intimidaciones y amenazas contra el equipo pinulteco. Tras una serie empañada por factores extra-cancha, Juventud Pinulteca era eliminado una vez más de la lucha por el título y el ascenso.
En el Torneo Clausura 2020 se dieron algunos cambios en la plantilla y el cuerpo técnico, Jorge Sumich abandonó el banquillo de "Pinula", y en sustitución del argentino llegó el guatemalteco Carlos Enríquez Mejicanos para dirigir al equipo, se hicieron algunas incorporaciones para reforzar el plantel y se esperaba hacer un buen torneo para buscar el ascenso. El Clausura arrancó de manera irregular, empatando en la primera jornada ante la USAC, y en las 2 siguientes ante Fraijanes y Juventud Amatitlaneca; la primera derrota fue ante Tellioz, y conocieron la victoria hasta la quinta jornada al vencer a Chiquimullilla, en las últmas jornadas cayeron ante Municipal y vencerían a Amatitlán y a la Universidad, venciendo a los "estudiosos" 3-0. Así terminó una etapa clasificatoria sin muchas luces, y con un rendimiento irregular. En ese mismo torneo coincidió con la aparición de la pandemia del  Covid-19, por lo que ante la emergencia sanitaria en Guatemala, se tomó la decisión de suspender y posteriormente cancelar el torneo en curso, por lo que Juventud Pinulteca  no tuvo más participación en el certamen.

### Nueva era
La pandemia afectó al fútbol guatemalteco y el equipo josefino no fue la excepción, se dieron cambios significativos, principalmente en la administración, tras la renuncia de Luis Del Cid como presidente del cuadro pinulteco, y con él  su junta directiva, tras varios años al frente de la institución, para atender asuntos personales. El futuro del equipo era incierto, y debía empezarse una nueva estructuración de cara a lo que vendría.
Los cambios en el equipo fueron profundos, desde la dirigencia, la plantilla y la dirección técnica; a finales de 2020 se realizaron nuevas elecciones para la presidencia del club, en las que resultaría ganador Jorge Camey, exentrenador del equipo de fútbol 7 Astra Pinula. Sin embargo, las elecciones quedaron anuladas, luego de que la Municipalidad de San José Pinula no levantara el acta correspondiente a las mismas. Se debieron realizar nuevas elecciones, a las que Camey no se presentó, finalmente el ganador de la elección fue Oliver Dighero, quien se convertiría en el nuevo presidente de Juventud Pinulteca para la nueva temporada. Se organizó la nueva junta directiva al mando de Dighero, y se iniciaron los preparativos para el nuevo campeonato.
Las primeras acciones de la nueva junta directiva fueron contratar a un nuevo entrenador, el escogido fue Jorge Sumich, quien volvía al equipo luego de algunos torneos, además se dio el retorno de varios jugadores que habían pasado por la escuadra josefina, entre ellos Saúl Phillips, Sergio Reinoso, entre otros; y la continuidad de elementos que habían integrado las filas pinultecas desde hace varios torneos atrás, como Javier Maldonado, Darwin Arriaza, y los originarios de San José Pinula como Eduardo Lorenzana y Carlos Chajaj. A esto se sumó el fichaje de algunos jugadores que venían destacando en las categorías de ascenso, entre ellos Carlos Sandoval y Erick Lemus, quienes complementarían la escuadra del "Tanque" Sumich para el campeonato que iniciaría en 2021. El equipo pinulteco conformó un buen plantel, como no lo había hecho en años, por lo que se esperaba luchar por el anhelado ascenso a la Primera División.

### Éxitos deportivos
Tras varios meses sin actividad en la Segunda División, y debido a la pandemia de Covid-19 la liga decidió realizar un único torneo en la temporada. El arranque del Clausura 2021 se postergó varias semanas más debido a la crisis sanitaria, mientras tanto, Juventud Pinulteca seguía alistando detalles y jugando partidos amistosos. Finalmente el torneo dio inicio, los josefinos recibieron en el Estadio San Miguel a Sansare, a quien derrotarían 4-2 dejando una buena primera impresión. En la segunda jornada visitarían a Capitalinos, logrando sacar un empate a 1 gol del Cementos Progreso. Se hicieron con 3 puntos tras una sufrida derrota ante Villa Nueva 5-4, y la primera derrota josefina llegaría de visita al caer ante Fraijanes 3-1. El equipo se repuso con 2 victorias seguidas al vencer a Milpas Altas y a Barberena respectivamente, la primera vuelta se cerró con la derrota sufrida ante los "pepesqueros" de Amatitlán por 1-0.
La primera parte del campeonato culminó positivamente para los pinultecos, manteniéndose en los primeros puestos de la tabla con 4 derrotas, 1 empate y 2 derrotas, demostrando un buen juego, con el objetivo de potenciar el desempeño del equipo, para iniciar la segunda vuelta con miras en la clasificación a la liguilla.  La segunda vuelta comenzó con un empata de visita ante Sansare, y en la siguiente jornada golearon 5-0 a Capitalinos, en los siguientes encuentros vencieron a Villa Nueva, Fraijanes y Milpas Altas. obteniendo 4 victorias al hilo, confirmando así el buen momento que atravesaba el equipo pinulteco. En la penúltima jornada cayeron de visita 3-2 ante Barberena, en un partido que iniciaron ganado los josefinos pero en el que los santarroseños vendrían desde atrás. El conjunto de Pinula ya había sellado su clasificación a la liguilla, y en la última jornada deberían enfrentarse a Amatitlán, que tenía los mismos puntos, para definir al líder del grupo, finalmente los josefinos ganarían 3-0 a los amatitlanecos, dando un golpe de autoridad y aseguraron su participación en la siguiente ronda, consolidando el liderato del grupo. El equipo vivían un buen momento, destacando su buen juego, convirtiéndose en candidato al título y al ascenso.
Al terminar líderes, los pinultecos accedieron directamente a los octavos de final, donde se medirían a Champerico, que jugó una fase previa para acceder a esa instancia. En el partido de ida, Juventud Pinulteca derrotó a los porteños 1-4, llevándose la ventaja al ganar de visita, la serie estaba prácticamente cerrada y el partido en el San Miguel sería únicamente de trámite, en ese encuentro los josefinos terminarían de sentenciar la llave al vencer con un contundente marcador de 6-0, dejando el global en un aplastante 10-1 y clasificando a los cuartos de final.
En los Cuartos se medirían ante CSD San Pedro La Laguna, se esperaba un encuentro parejo, el encuentro de ida en Sololá fue muy cerrado, pero el resultado terminaría con victoria  pinulteca gracias a un solitario gol de Eduardo el "Carrito" Lorenzana. Fue un encuentro hostil donde también se dio la expulsión del guardameta Darwin Arriaza, sin embargo, los josefinos se llevarían la ventaja para cerrar en casa. El partido de vuelta en San José Pinula también fue parejo, pero Juventud Pinulteca hizo valer su localía al ganar 1-0 con gol de Carlos Sandoval. El global terminó 2-0 y Juventud Pinulteca clasificaba por primera vez a semifinales y estaba a un paso de alcanzar el esperado ascenso, era la segunda vez que un equipo de San José Pinula alcanzaba dicha instancia, luego de que el desaparecido San José Pinula F.C lo consiguiera en el 2011 quedándose a la orilla al caer ante Antigua GFC .

### Ascenso
Su rival en la semifinal sería el equipo de Agua Blanca, que venía de eliminar sorpresivamente a San Jorge, líder general del torneo. El encuentro se realizaría en cancha neutral, y se disputaría en el Estadio David Cordón Hichos de Guastatoya. El partido se jugaría el domingo 23 de mayo de 2021, se vivía un ambiente positivo, puesto que se estaba 90 minutos de ascender por primera vez a la Primera División. Llegado el día del encuentro, se percibía una euforia deportiva, en un partido con un buen número de asistentes, en el que Juventud Pinulteca se hizo acompañar de su afición.
El partido dio inicio, disputándose de manera reñida con llegadas de ambos equipos, cada escuadra dominaba el encuentro por lapsos, pero los josefinos se afianzaron y generaron ocasiones de peligro, algunas donde el balón se estrelló en los postes. El primer tiempo terminó con el empate 0-0 y todo se definiría en los segundos 45 minutos. En el segundo tiempo los josefinos dominaron más el encuentro, y desplegaron el buen juego que los llevó hasta dicha instancia, pero fue hasta el minuto 56 que se abrió el marcador, después de que Carlos Sandoval recibiera un pase largo y se encarara a la portería para driblar a los defensas de Agua Blanca y servir el balón a Erick el "Kuki" Lemus para que este definiera solo frente al marco para poner arriba a Juventud Pinulteca y desatar la euforia de los aficionados josefinos. En los siguientes minutos los aguablanquenses intentaron empatar el marcador, pero el equipo de Pinula continuó dominando el partido, y en el minuto 68 tras otro pase de Sandoval, el goleador del torneo para Juventud Pinulteca, Erick Lemus definió ante el portero para poner poner el marcador 2-0 a favor de los josefinos. Dos minutos más tarde al 70, el "Kuki" Lemus asistió a Carlos Sandoval de cabeza para que este anotara el 3-0 provocando la emoción en la tribuna, el equipo pinulteco goleaba a su rival y el ascenso estaba casi consumado. Agua Blanca descontó tras un penal al minuto 81. Los últimos minutos fueron intensos,  y el pitazo final el encuentro finalizó 3-1  y Juventud Pinulteca ascendía por primera vez en su historia a la Primera División, consiguiendo el objetivo por el que el equipo de "La cuna del ganado Jersey" había peleado tantos años.

### Campeonato
Tras  la hazaña conseguida en Guastatoya, Juventud Pinulteca clasificaba también a la final del Torneo Clausura 2021 de la Segunda División, llegando por primera vez a esa instancia, se enfrentaría al Deportivo Amatitlán, con quien había compartido grupo en el campeonato, y que se había clasificado tras vencer a Chiquimulilla y obtener su ascenso. El partido de ida se disputó en el estadio Guillermo Slowing de Amatitlán, en este encuentro los locales iniciaron tomando el control del mismo, y durante los primeros 45 minutos lograron ponerse a ganar 2-0 en el marcador. El segundo tiempo fue distinto, el equipo pinulteco dominó el juego, generando jugadas  acercándose al área rival, y en el minuto 59, tras una pifia del portero "pepesquero" Erick Lemus descontó el marcador poniendo el partido 2-1. A pesar de que Juventud PInulteca dominó el resto del partido no le alcanzó para empatar, y se iba con desventaja de un gol para el partido de vuelta que se disputaría en San José Pinula.
El partido de vuelta de la final de la Segunda División se disputó el 30 de mayo de 2021, en el que Juventud Pinulteca recibiría a los amatitlanecos en el Estadio San Miguel, con el apoyo de su afición. El coloso de la colonia Santa Sofía estaba preparado para albergar la final, era la primera vez que un equipo de San José Pinula disputaba el título, y se vivía un buen ambiente, la afición josefina asistió a apoyar a su equipo. Juventud Pinulteca necesitaba dar vuelta al marcador de 2-1 para coronarse campeón. Los pinultecos arrancaron el partido con la intención de empatar el global, atacando constantemente el pórtico de Amatitlán, y en el minuto 12 tras un centro de Carlos Chajaj, Carlos Sandoval cabeceó el balón para anotar el 1-0 y meter al conjunto josefino en  la disputa por el título. El primer tiempo terminó con el empate global. En el segundo tiempo el cuadro de Pinula salió con todo en busca del gol que les diera el título, y en el minuto 60, Dany Santos envió un centro que el "kuki" Lemus mandó al fondo para poner el partido 2-0 a favor de Juventud Pinulteca y el global 3-2, con ese marcador el equipo pinulteco se estaba coronando  campeón. Sin embargo, sobre el final del partido, tras una mala salida del portero Darwin Arriaza, este cometió una falta sobre un jugador amatitlaneco, y se sancionó un penal que los pepesqueros convertirían.
El partido finalizó  2-1 a favor de Juventud Pinulteca, y el global estaba empatado 3-3, obligando así a jugar tiempos extras. La prórroga finalizó con el mismo marcador, por lo que el campeón se definiría en  los penales. En la tanda de penales, los pepesqueros iniciarían cobrando, el primer cobro fue detenido por el guardameta pinulteco Darwin el "Pato" Arriaza, por los josefinos cobraría el capitán Saúl Phillips poniendo arriba a los josefinos, Amatitlán convirtió el segundo lanzamiento, al igual que Carlos Sandoval por los pinultecos, el tercer lanzamiento fue convertidos por ambos equipos, por Juventud Pinulteca anotó Sergio Reinoso. en el cuarto penal, el capitán amatitlaneco estrelló su disparo en el travesaño, dejando la oportunidad para que Juventud Pinulteca se coronara campeón, pero Romeo Silvestre desaprovechó y su tiro fue detenido por el arquero "pepesquero", el siguiente penal fue anotado por el equipo del lago. Todo se definió en el último penal que fue ejecutado por el goleador juvenil Erick Lemus, quien anotó al estilo "Panenka" para que Juventud Pinulteca se coronara campeón de la Segunda División por primera vez en su historia, derrotando a Amatitlán 4-3 en los penales.
Los pinultecos culminaron el mejor torneo de su historia, consiguiendo el anhelado ascenso a la Primera División de Guatemala y consagrándose campeón en su casa y ante su afición, obteniendo el mayor logro futbolístico de San José Pinula. Este éxito fue un histórico, y se escribía así el capítulo más glorioso de la historia de Juventud Pinulteca.

### Primera División
Tras el ascenso, el equipo josefino se alistaba para su primera experiencia en la máxima categoría de ascenso,sabiendo que el nivel de exigencia sería mucho mayor,el equipo se  dio a la tarea de reforzarse para competir en la Primera División. Para ello se hizo de refuerzos de experiencia, con jugadores de amplia trayectoria, que incluso habían militado en Liga Mayor, como el defensa central argentino Juan Manuel Lovato y el delantero César Alexis Canario; además de incorporar a jugadores prometedores del fútbol guatemalteco como José Guerra y Estuardo Artola, quienes se sumaron a la base de jugadores jóvenes que permanecieron en la escuadra pinulteca.
En la pretemporada, Juventud Pinulteca también sufrió bajas, las más importante fueron la de su joven goleador Erick Lemus y la de su director técnico, Jorge Sumich, quien abandonó al equipo a pocas semanas del arranque del Torneo Apertura 2021 de la Primera División. Tras quedarse sin timonel, la directiva del equipo decidió darle la oportunidad de dirigir al representativo pinulteco al costarricense Saúl Phillips, quien apenas el torneo pasado había sido jugador y capitán del equipo. Así el "tico" dio el salto a la dirección técnica, con la confianza puesta en su amplia experiencia como jugador y su formación como entrenador de guiar al equipo de Pinula en su aventura en la Primera División.

## Símbolos

### Escudo
El escudo de Juventud Pinulteca tiene una forma ancha y curveada que posee tres puntas en la parte superior y una en la parte inferior, se divide en tres colores amarillo, blanco y verde, que son los colores que representan a San José Pinula. En la parte superior izquierda figura el amarillo, y en la parte inferior derecha el verde, ambos espacios separados por una línea blanca curva y más fina. En su interior contiene el nombre del equipo, una bandera de Guatemala, además unos laureles que simbolizan la victoria deportiva y cuatro estrellas que simbolizan las 4 divisiones del fútbol guatemalteco, también se incluye un balón de fútbol, y en la parte inferior derecha el nombre del municipio al que representa, San José Pinula.

## Indumentaria
Los colores distintivos de Juventud Pinulteca son el verde, blanco y amarillo, mismos que representan al municipio de San José Pinula. Tradicionalmente el uniforme titular  del equipo ha consistido de una camiseta predominantemente blanca con detalles verdes y amarillos, pantalones verdes y medias amarilla o verdes. En algunas temporadas se ha variado el color del uniforme, predominando alguno de los colores que distinguen al club. La indumentaria de visita también ha variado jugando con los colores representativos, y en algunas ocasiones se han incorporado otros colores como el negro.

## Infraestructura

### Estadio
El club disputa sus partidos como local en el Estadio San Miguel, propiedad de la Municipalidad de San José Pinula, ubicado en la colonia Santa Sofía. Tiene una capacidad aproximada de 4,200 espectadores. Cuenta con una gramilla sintética, tribuna techada, camerinos, estacionamiento, y un salón anexo. Además de los encuentros de local de Juventud Pinulteca, se habilita para otros eventos deportivos, sociales y culturales.

## Palmarés

### Torneos nacionales
| Competición nacional   | Títulos | Subtítulos |
| ---------------------- | ------- | ---------- |
| Primera División (1/1) | 2023    |            |